# Santé au Sénégal
Le budget consacré aux dépenses de santé au Sénégal est passé de 123 milliards CFA (188 millions d'euros) en 2013 à 169 milliards (258 millions d'euros) en 2018 mais le secteur nécessite une « nouvelle dynamique de financement ».
Les Sénégalais se portent mieux et vivent plus longtemps.
En 2016, l'espérance de vie moyenne à la naissance était de 67,15 ans pour la population globale – et le taux de prévalence du SIDA est l'un des plus faibles d'Afrique (0,9 %). Cependant de grandes disparités subsistent dans le pays, si l'on songe par exemple que 70 % des médecins et 80 % des pharmaciens et des dentistes sont installés dans la capitale, Dakar.

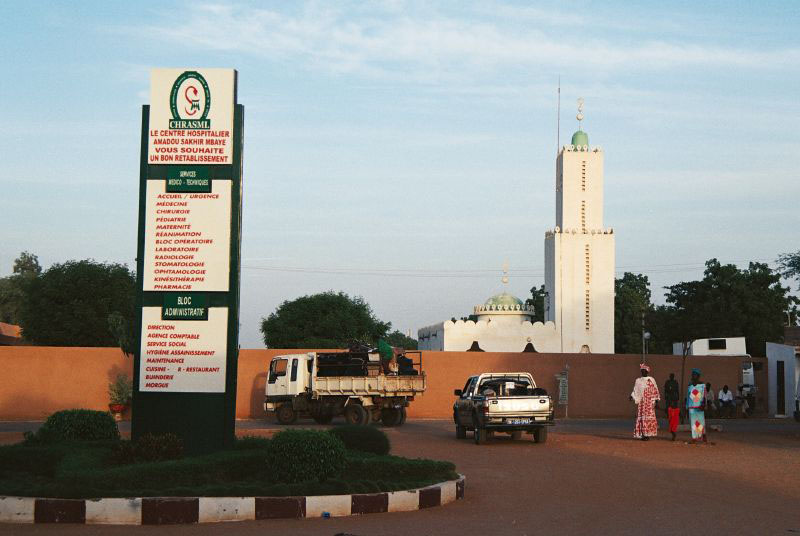
Le Centre hospitalier régional Amadou Sakhir Mbaye à Louga.

## Histoire

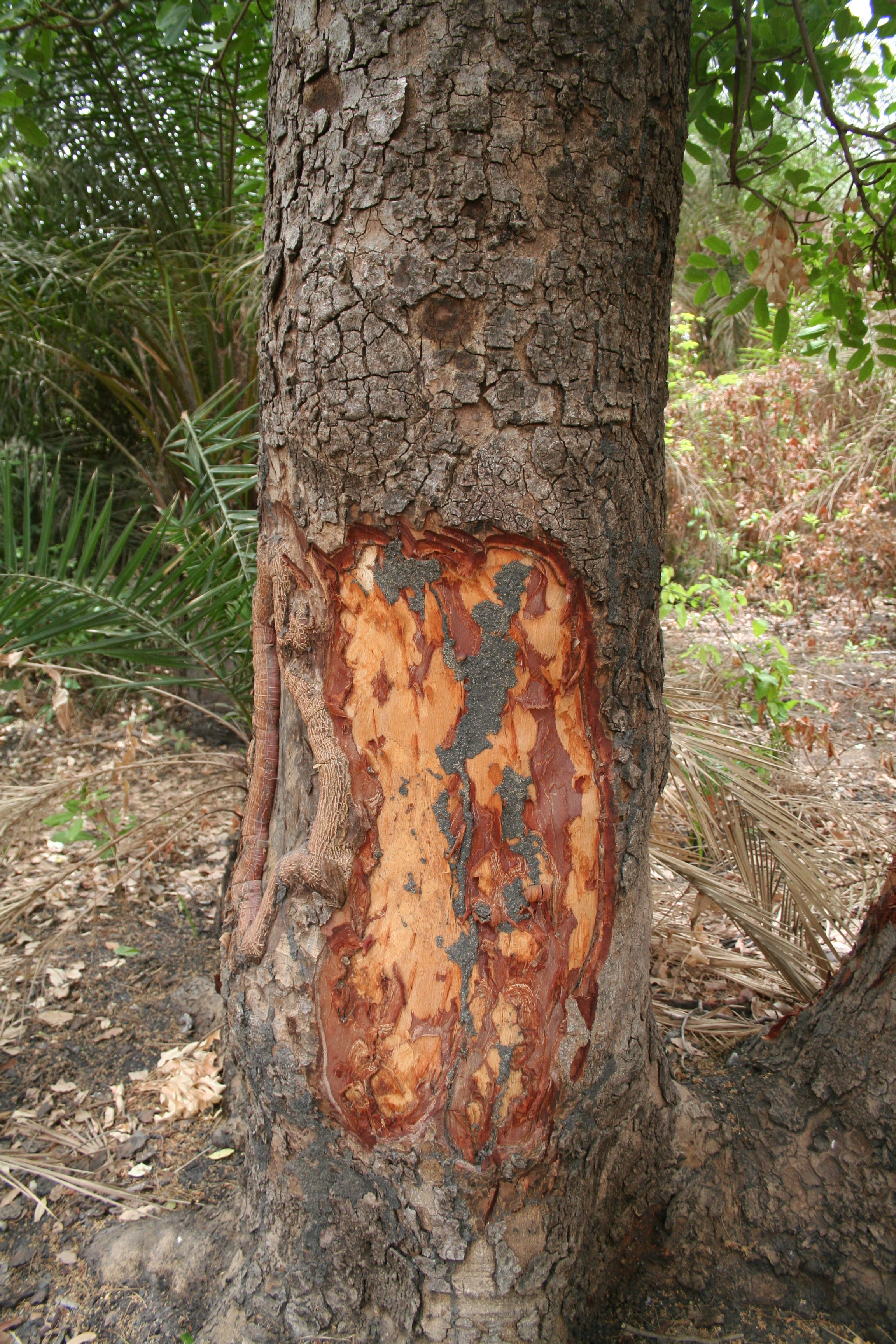
Récolte d'écorce (Khaya senegalensis) à des fins médicinales

Comme dans le reste du continent africain, la population sénégalaise a longtemps eu recours – et a toujours recours – aux médecines traditionnelles, aux guérisseurs. C'est ainsi qu'à  Yoff par exemple, les maladies mentales sont traitées au cours d'une cérémonie traditionnelle, le ndeup.
Cependant ces méthodes parfois spectaculaires n'ont pu enrayer les grandes épidémies et les famines qui décimèrent la contrée à plusieurs reprises dans le passé.

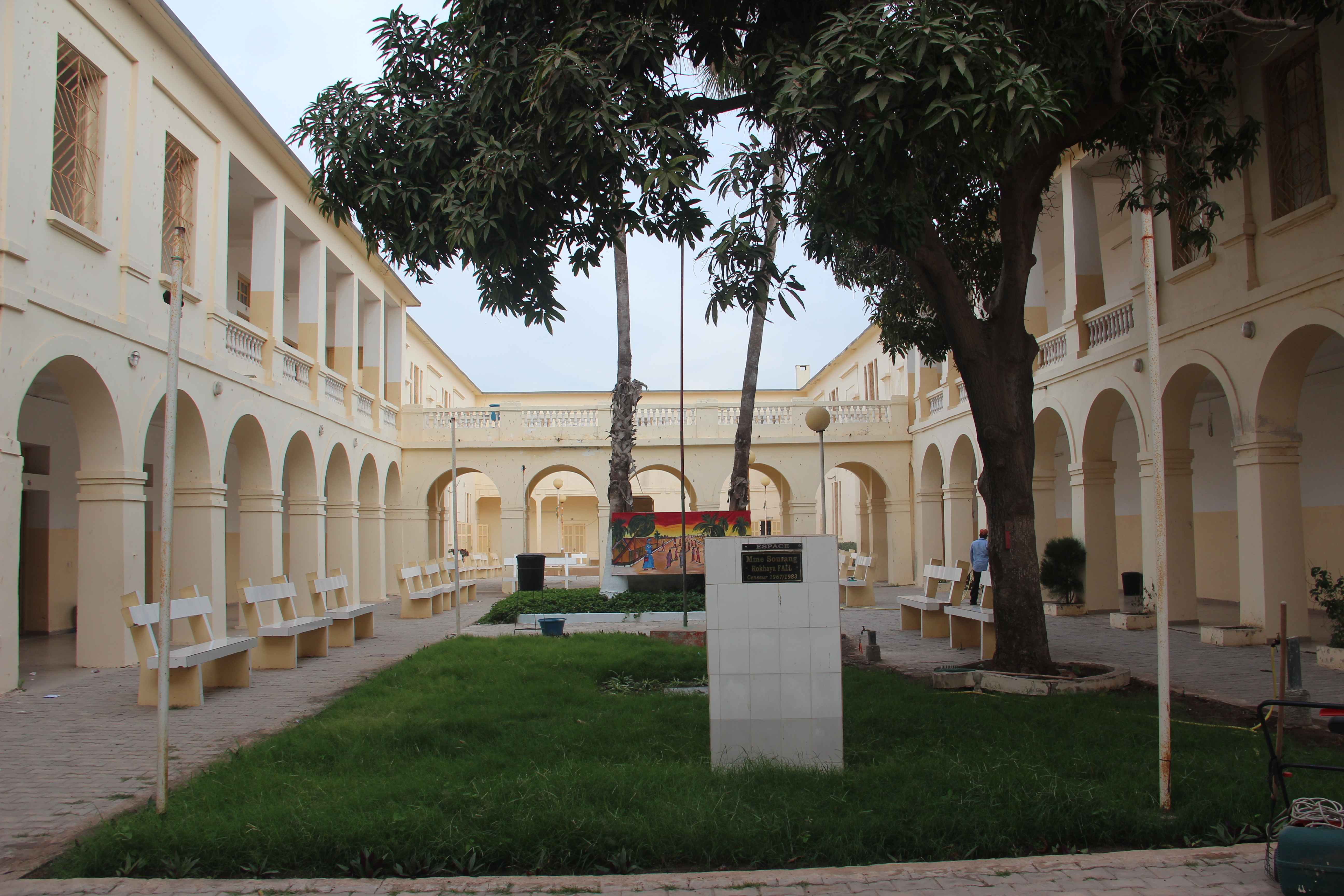
L'actuel lycée Ameth Fall est l'ancien hôpital civil de Saint-Louis.

Dès le XIXe siècle la France y jette les bases d'une politique sanitaire, ne serait-ce que pour protéger ses propres ressortissants. L'accent est tout particulièrement mis sur l'hygiène. L'avènement de l'AOF s'accompagne bientôt de la structuration d'un système de santé.
En 1905 un service d'Assistance Médicale Indigène (AMI) est créé. Il est chargé d'apporter gratuitement aux populations les soins médicaux et les conseils d'hygiène, de promouvoir la vaccination et la protection maternelle et infantile.
Le décret du 14 janvier 1918 crée l'École de médecine de l'AOF, fondant ainsi le premier établissement d'enseignement supérieur en Afrique. Elle formera jusqu'en 1953 581 médecins, 56 pharmaciens, mais aussi des infirmiers et des sages-femmes qui travailleront dans le cadre de l'AMI.
Entre les deux guerres apparaît une notion nouvelle, celle de médecine préventive et sociale.
En 1942 les services de santé de l'AOF sont réorganisés et centralisés à Dakar. L'Inspection médicale des écoles est créée.
Après la Seconde Guerre mondiale, l'opinion publique internationale se montre plus critique à l'égard de la politique coloniale, et les priorités sont recentrées sur la santé infantile. Des programmes globaux se mettent en place pour lutter contre les grandes endémies.
L'Université Cheikh Anta Diop ayant été créée en 1957, l'École de médecine se transforme en Faculté de médecine en 1962.
Depuis l'indépendance le Sénégal est impliqué dans les grands programmes internationaux en faveur du développement et de la santé.
Aujourd'hui on ne meurt plus de faim au Sénégal, mais l'accès aux soins reste très inégal selon les régions et les revenus.
En octobre 2021, le laboratoire pharmaceutique allemand BioNTech annonce l'installation d'un site de production de vaccins à ARNm sur le territoire sénégalais,.

## Organisation du système de santé

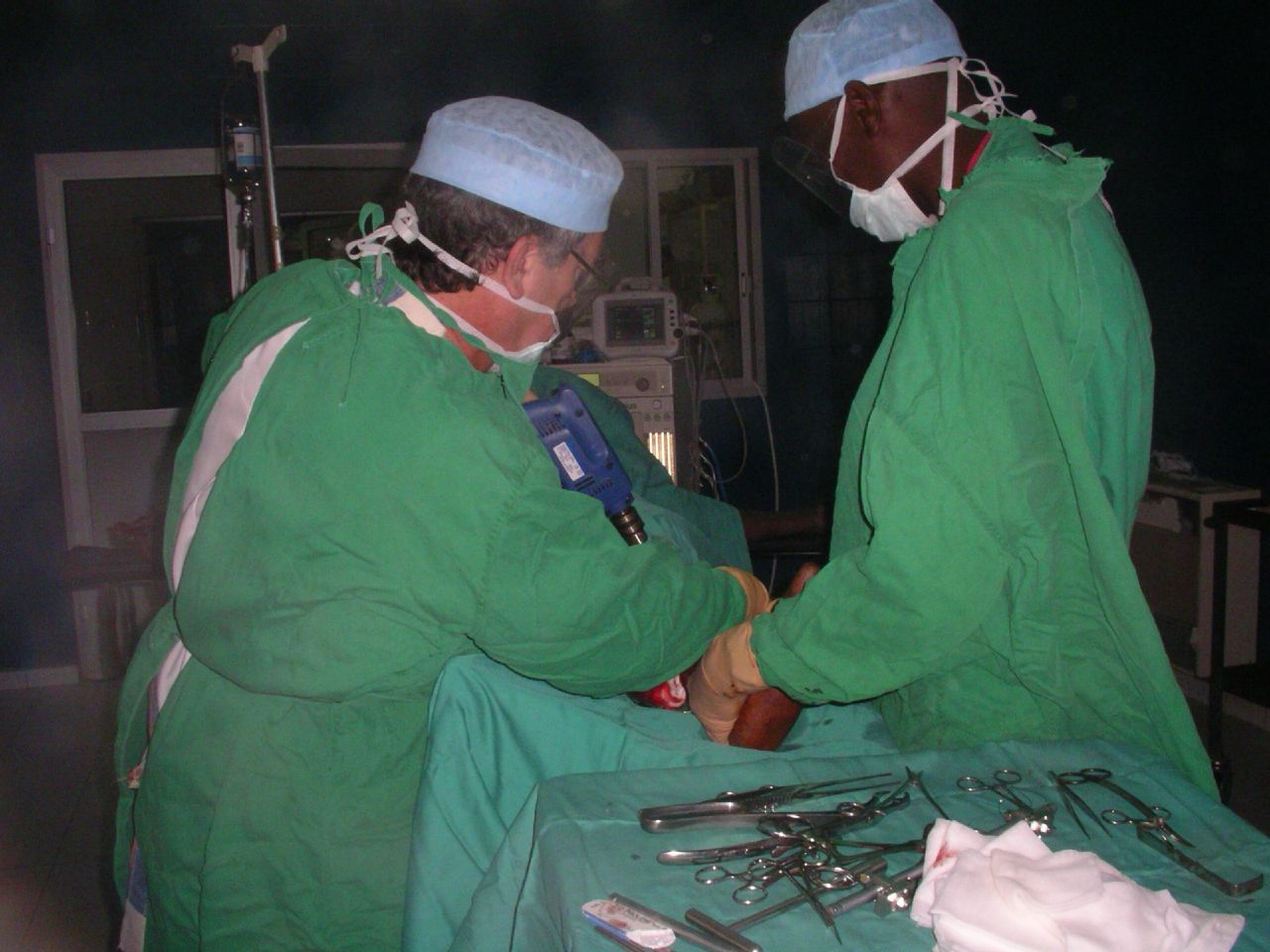
Intervention chirurgicale à l'hôpital de Louga.

L'intitulé complet du ministère concerné est « Ministère de la santé et de la prévention médicale », une appellation qui met en avant les actions prophylactiques.

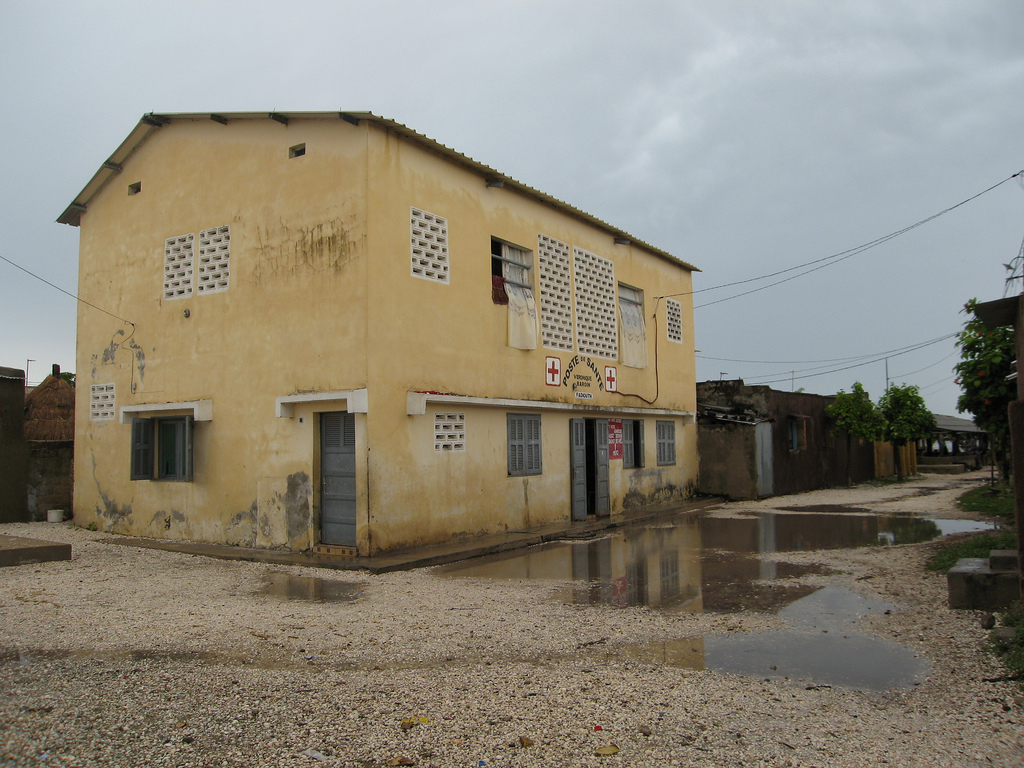
Le poste de santé de Fadiouth

L'actuel ministre de la Santé est, depuis 2022, Marie Khemesse Ngom Ndiaye (en).
Pyramidal, le système de santé du Sénégal comporte trois niveaux.
- L'échelon central inclut le cabinet du ministre, les directions et les services rattachés.

- L'échelon régional est celui de la région médicale, qui correspond à une région administrative.
- L'échelon périphérique correspond au district sanitaire. On dénombre actuellement dans le pays 50 districts sanitaires. Chacun dispose au minimum d'un centre de santé et d'un réseau de postes de santé, qui sont implantés dans les communes, les chefs-lieux de communautés rurales ou les villages relativement peuplés. Le district peut correspondre à tout ou partie d'un département.

Ce système fait néanmoins l'objet de nombreuses critiques, notamment en raison des exigences croissantes de rentabilité, mais aussi de la corruption que l'on observe ici comme dans d'autres domaines de la vie publique.

## Pathologies spécifiques

### Paludisme
Véritable problème de santé publique, le paludisme (également appelé malaria) est une maladie parasitaire transmise par les piqûres de moustiques. Un Programme National de Lutte contre le Paludisme (PNLP) a été mis en place et un magazine trimestriel, Paludisme Infos fait le point sur l'actualité en la matière.
Les voyageurs ont généralement recours à des mesures de protection (sprays, diffuseurs électriques, moustiquaires) et à des médicaments antipaludéens adaptés à chaque cas.
De nouveaux produits génériques représentent un espoir pour les populations locales qui ne peuvent avoir accès à ces traitements souvent coûteux.
Au Sénégal, « la transmission du paludisme est toujours étroitement liée au rythme des pluies et s’effectue en général au cours de la saison des pluies et au début de la saison sèche », explique le PLNP dans le « Plan stratégique national 2016-2020 ».
« En général, les pluies commencent en juin et juillet », plus tôt dans le Sud que dans le Nord, et elles « se poursuivent jusqu’en octobre. Le pic de transmission (les mois durant lesquels la majorité des cas sont diagnostiqués) se trouve en octobre et en novembre ».
De même source, le fardeau de cette maladie « a connu une régression significative de plus de 50 % entre 2009 et 2015. En effet, la prévalence parasitaire est passée de 3 % à 1,2 % et la mortalité toutes causes confondues [est passée] de 72 pour mille naissances vivantes à 33 pour mille naissances vivantes chez les moins de 5 ans entre 2009 et 2014 », est-il expliqué dans le document.
Le Bulletin annuel 2017 du paludisme au Sénégal établi par le PNLP a été publié en mars 2018. D’après ce document, en 2017, près de 349.000 cas de paludisme (soit 2,2 % de la population) ont été confirmés sur près de 396.000 cas notifiés (la population du Sénégal est actuellement estimée à plus de 15,7 millions d’habitants par l’Agence nationale de la statistique et de la démographie (ANSD).

### Sida

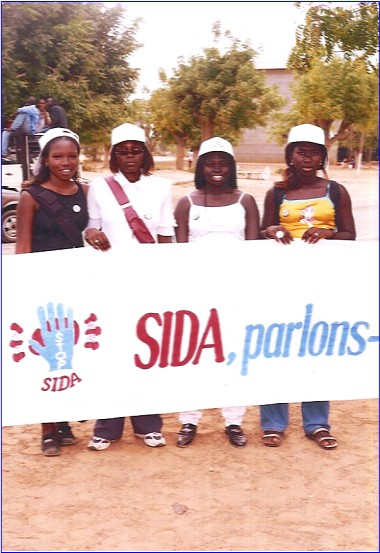
Mobilisation de lycéens de Thiès contre le SIDA

Selon ONUSIDA, une ONG des Nations unies, la proportion d'adultes (entre 15 et 49 ans) touchés par le virus du SIDA serait de 0,9 %, l'un des taux les plus faibles du continent.
Cependant, on note une certaine disparité selon les régions du Sénégal. La Casamance est la région la plus touchée avec une prévalence de 2,0 % alors que nous observons une moyenne pondérée de 0,5 % dans les autres régions du Sénégal. Cette disparité peut être expliquée par le conflit en Casamance.
Selon ces mêmes sources, le nombre de personnes touchées par le VIH en 2005 est estimé à 61 000 (entre 29 000 et 100 000).
5 200 décès (entre 1 700 et 12 000) seraient imputables au SIDA au cours de l'année de référence.

### Syphilis
La syphilis endémique est directement liée au milieu social, à la mauvaise hygiène et aux conditions de logement. Comme pour les autres Infections sexuellement transmissibles (IST), le risque s'accroît avec la prostitution et le tourisme sexuel.

### Tuberculose
En ce qui concerne la tuberculose, la situation s'est stabilisée depuis quelques années.
On recense 9 500 cas d’infection par an, avec 2 à 4 % de mortalité. Le taux de guérison est passé de 64 % en 2002 à 72 % en 2005. Selon les mêmes sources, la maladie est surtout localisée à Dakar et Thiès et touche davantage les hommes que les femmes.

### Fièvre jaune
La fièvre jaune est une maladie virale grave, due à un arbovirus, le virus amaril, qui a été isolé en 1927 à la fois au Ghana et au Sénégal, à l'Institut Pasteur de Dakar. Le virus se transmet à l'homme par des moustiques du genre Aedes.
Ce virus fait l'objet de recherches au sein du Réseau International des Instituts Pasteur, notamment à l'Institut Pasteur de Dakar dont le laboratoire est également agréé par l'Organisation mondiale de la santé (OMS) pour fournir le vaccin aux programmes élargis de vaccination en Afrique.
La vaccination contre la fièvre jaune est recommandée, mais non obligatoire, pour l'entrée au Sénégal.

### Chikungunya
Le chikungunya est une maladie infectieuse tropicale, également due à un arbovirus (Alphavirus de la famille des Togaviridae), transmise par des moustiques du genre Aedes. Le risque d'infection par ce virus au Sénégal existe.

### Bilharziose et filariose
La bilharziose (Schistosomiasis) est une parasitose assez commune dans les régions tropicales et notamment au Sénégal. On la contracte en se baignant dans des eaux douces infestées de vers, c'est pourquoi elle touche notamment les cultivateurs et les pêcheurs, mais aussi les jeunes enfants.
Au Sénégal on observe deux formes de la maladie : la forme uro-génitale due à Schistosoma haematobium et la forme intestinale due à Schistosoma mansoni. La bilharziose uro-génitale a été découverte dans le pays au début du XXe siècle. On la trouve aujourd'hui dans la plupart des régions. De par sa fréquence, elle constitue la seconde endémie parasitaire après le paludisme. Quant à la bilharziose intestinale, les premiers cas ont été signalés au Sénégal en 1951. Aujourd'hui cette forme n'apparaît qu'occasionnellement et ponctuellement.
Liées à la présence d'eau douce stagnante, les bilharzioses sévissent dans le delta du  fleuve Sénégal, notamment près de Richard-Toll, mais les nombreux projets d'aménagement hydro-agricoles constituent des facteurs de risques supplémentaires dans tout le pays.
Un Programme National de Lutte contre la Bilharziose (PNLB) a été mis en place.
La filariose est une maladie parasitaire due à des nématodes parasites appelés filaires. Comme la bilharziose, elle est liée à la présence d'eaux douces (fleuves, lacs).

### Trypanosomiase
La trypanosomiase humaine (ou maladie du sommeil) est une maladie parasitaire qui a longtemps touché les vallées de l'Est du territoire (Ferlo).

### Choléra
Des cas de choléra se déclarent de temps en temps au Sénégal et une épidémie a sévi dans la région de Touba en 2005. La maladie se transmettant par voie orale, notamment par des eaux souillées, son développement peut s'expliquer par les inondations qui ont touché le centre du pays à cette période. Le pays a connu une nouvelle alerte à partir du 3 août 2007. 1 274 cas dont 4 décès ont été enregistrés, principalement dans la région de Diourbel.

### Méningite
Grâce aux campagnes de vaccinations, la méningite est en régression, mais on observe néanmoins des poussées saisonnières de février-mars jusqu’au printemps, tout particulièrement dans le Sénégal oriental, et occasionnellement dans le centre du pays (Kaolack, Fatick) et à Dakar.

### Rougeole
Généralement bénigne dans les pays occidentaux, la rougeole a pourtant occasionné en moyenne 1 000 décès d'enfants par an jusqu'en 2002. C'est pourquoi un Programme élargi de vaccination (PEV) a été mis en place, incluant la rougeole, avec le projet de réduire de 95 % la mortalité due à cette affection infantile.

## Contrôle des naissances et avortement

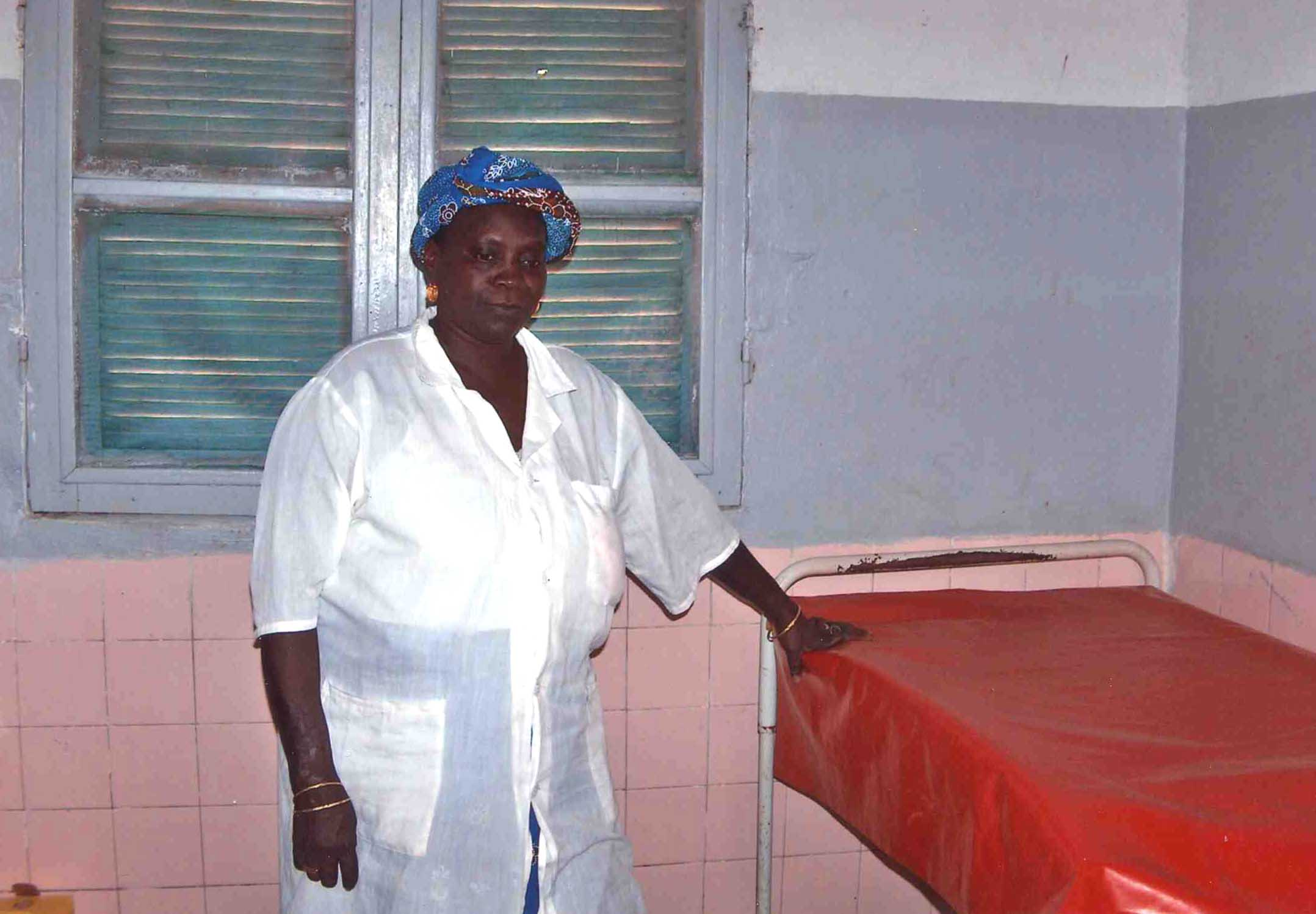
Équipement d'une maternité dans une île du Sine-Saloum : matrone, lit d'accouchement...

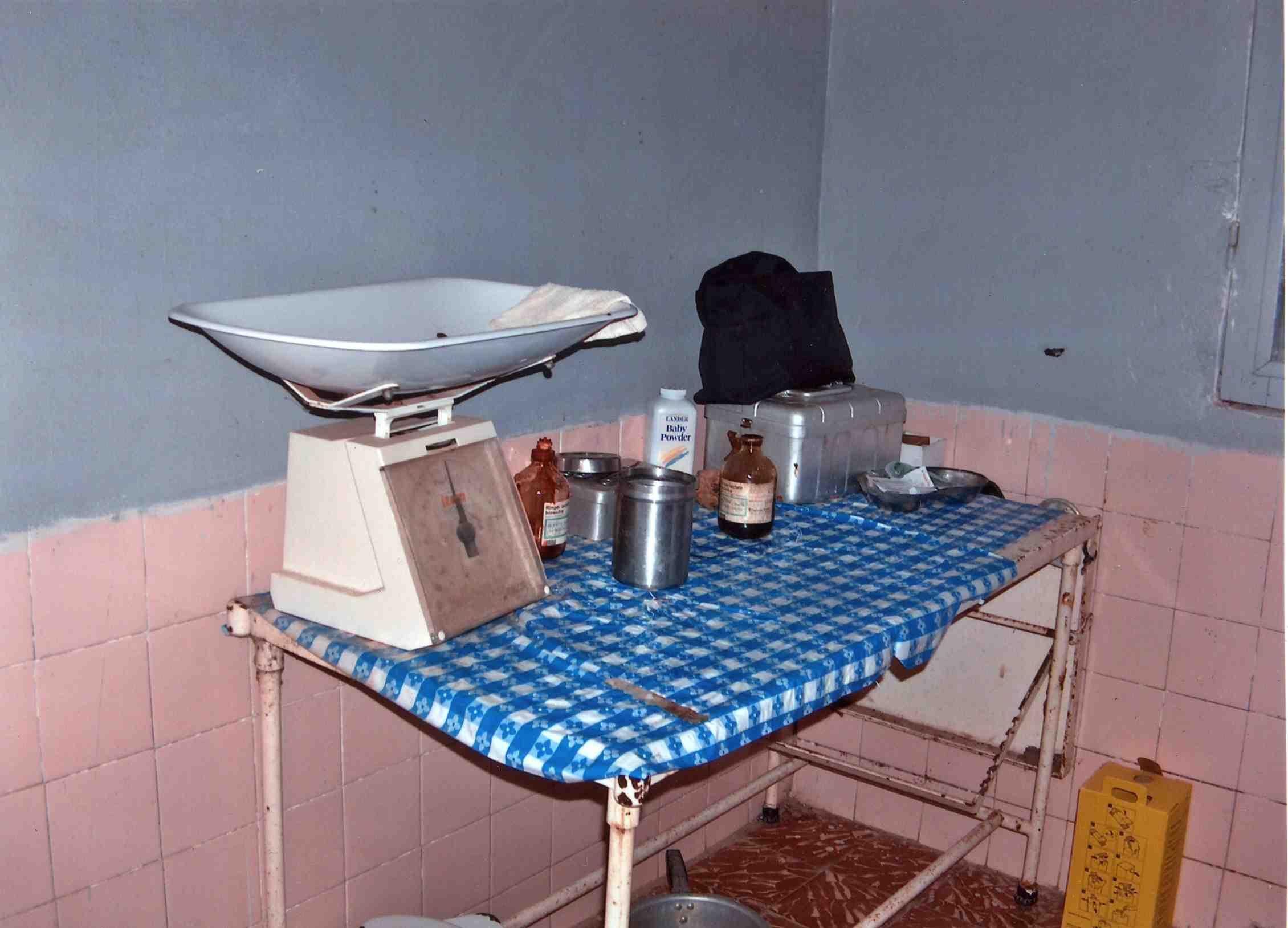
... et matériel obstétrical (2006)

Selon des estimations de 2007, le taux de fécondité reste élevé avec une moyenne de 5 enfants par femme. Quant au taux de mortalité infantile, il est de 60,15 sur 1 000 enfants nés vivants.
Malgré le poids des traditions, avec le recul de l'âge du mariage, les naissances hors mariage sont de plus en plus fréquentes, notamment en milieu urbain.
Pour les femmes, le taux d'emploi de contraceptifs est de 12 % sur la période 1997-2004.
L'avortement est illégal au Sénégal sauf si la vie de la mère est en danger (trois médecins différents doivent attester que la vie de la mère est réellement en danger et qu’elle ne peut être sauvée que par une IVG, avant d’envoyer leur décision au président de l’Ordre des médecins). En son article 305, le Code pénal édicte « Quiconque, par aliments, breuvages, médicaments, manœuvres, violences ou par tout autre moyen, aura procuré ou tenté de procurer l’avortement d’une femme enceinte, qu’elle l’ait consenti ou non, sera puni d’un emprisonnement d’un an à cinq ans et d’une amende de 20 000 à 100 000 francs CFA » [de 30 à 150 euros].

## Mutilations génitales féminines
La prévalence des mutilations génitales féminines (MGF) au Sénégal serait de 18 à 20 %. Selon cette même étude de 1990, les mutilations seraient peu répandues chez les Wolofs et les Sérères, mais plus fréquentes chez les Peuls, les Diolas, les Toucouleurs et les Mandingues.
Les chiffres cités ont probablement reculé dans l'intervalle, car de nombreuses actions ont été menées, comme cette manifestation à Niodior en 2000, lorsque des représentants de 26 villages du Sine-Saloum ont rédigé une déclaration commune pour lutter contre ces pratiques.
L'excision est le thème central du dernier long-métrage du cinéaste sénégalais Sembène Ousmane, Moolaadé (2003).

## Chirurgie esthétique
Les femmes sénégalaise ont recours à des opérations esthétique, à l'étranger notamment au Maroc, en Tunisie ou en Turquie.

## Handicap
Selon le recensement de 1988, la population comptait 2 % de handicapés, mais dans l'intervalle les critères ont changé et les chiffres de 2002 ne sont pas disponibles.
Le handicap est la principale cause d’exclusion sociale. Il marginalise les  personnes victimes et les expose très souvent à la mendicité. Cependant des progrès ont déjà été accomplis dans l'intégration des handicapés, un festival international a été organisé et de nouvelles mesures sont à l'étude.
L'utilisation de mines pendant le conflit en Casamance a fait plusieurs centaines de victimes, tuées ou mutilées. Des accidents surviennent encore, même si leur nombre a fortement décru (10 en 2005). Selon l'Observatoire des Mines, 93 des 3 446 villages de Casamance auraient été minés. En 1997 le Sénégal a ratifié la Convention sur l'interdiction des mines antipersonnel. Aujourd'hui le travail de déminage se poursuit.
Handicap International mène dans le pays des activités d'insertion socio-économique des personnes handicapées et de prévention du handicap.

## Médecine Traditionnelle
- Tradipraticien

#### Ouvrages anciens
- Jean Baptiste Bax, Considérations hygiéniques médicales sur la colonie du Sénégal et sa garnison, Paris, 1830, 33 p. (Thèse de médecine)
- Benjamin Augustin Béal, Quelques considérations sur les maladies observées au Sénégal, 1862, 48 p. (Thèse de médecine)
- Charles Victor Berger, Considérations hygiéniques sur le bataillon de Tirailleurs sénégalais, Université de Montpellier, 1868, 68 p. (Thèse de médecine)
- Nathanaël Berville, Remarques sur les maladies du Sénégal, Paris, 1857, 47 p. (Thèse de médecine).

#### Ouvrages contemporains
- (en) Myron J. Echenberg, Black death, white medicine: bubonic plague and the politics of public health in colonial Senegal, 1914-1945, Portsmouth, Heinemann ; Oxford, James Currey ; Le Cap, David Philip, 2002, 303 p.  (ISBN 0325070164)
- (en) Ellen E. Foley, Your Pocket Is What Cures You: The Politics of Health in Senegal, Rutgers University Press, 2010, 216 p.  (ISBN 978-0813546681)
- (en) Maghan Keita, A Political Economy of Health Care in Senegal, Brill Academic Publishers, 2006, 212 p.  (ISBN 900415065X)
- Aménagements hydro-agricoles et santé : vallée du fleuve Sénégal. Actes du Colloque Eau et santé, Dakar, novembre 1994, Dakar, ORSTOM, 1998
- Enquête démographique et de santé : Sénégal 2005, Dakar, Centre de Recherche pour le Développement Humain/Ministère de la Santé et de la Prévention Médicale, Centre de Recherche pour le Développement Humain, ORC Macro, 2006
- Marie-Thérèse Beaudoin, La médecine sociale à l'île de Gorée (Sénégal), Université de Nancy, Faculté de Médecine, 1966, 104 p. (Thèse)
- S. Bernu, « Quelques considérations socioculturelles dans la prise en charge du handicap en milieu rural, Sénégal », Journal d'ergothérapie, 1998, vol. 20, n° 2, p. 56-67
- Louis François Marie Carloz, Géographie médicale du Sénégal, Dakar, Université de Dakar, 1969, V-214 p. (Thèse de 3e cycle)
- René Collignon, « Quelques propositions pour une histoire de la psychiatrie au Sénégal », Psychopathologie africaine, XII, 2, 1976, p. 245-273
- PAM, Adama Aly, Fièvre Jaune et Choléra au Sénégal : Histoire des idées, pratiques médicales et politiques officielles entre 1816 et 1960, Thèse de doctorat, Histoire, UCAD, 2005.352 p.
- Dieng Mamadou Moustapha Dieng, Les épidémies au Sénégal au XIXe siècle. (méthodologie et perspectives de recherches), Dakar, Université de Dakar, 1984, 47 p. (Diplôme d’Etudes Approfondies)
- Angélique Diop, Santé et colonisation au Sénégal, 1895-1914, Paris, Université de Paris I, 1982, 326 p. + 88 p. annexes. (Thèse de 3e cycle)
- Nafissatou Diop, La fécondité des adolescentes au Sénégal, Université de Montréal, 1993 (thèse)
- Fatou Maria Dramé, Une géographie de la santé de la reproduction : de l'offre de soins aux pratiques spatiales des femmes à Dakar (Sénégal), 2006
- Zoé Druilhe, Décentralisation et développement : la décentralisation des soins de santé primaires au Sénégal, 2005
- Philippe Engelhard, La pharmacopée, composante de l'économie de la santé au Sénégal, Environnement africain, 1981
- B. Gille, Les services d’hygiène du Sénégal 1905-1920, Aix-Marseille, Université d’Aix-Marseille, 1974 (Thèse de 3e cycle)
- Maodo Gueye, Les thérapeutes africains dans la gestion des épidémies de fièvre jaune et des MST à Dakar entre 1900 et 1970 : critique des sources et perspectives de recherche, Dakar, Université Cheikh Anta Diop, 1999, 40 p. (Mémoire de DEA)
- Aimée Griamud Houémavo, Les Médecins africains en AOF : étude socio-historique sur la formation d’une élite coloniale, Dakar, Université de Dakar, 1979, 145 p. (Mémoire de  Maîtrise)
- Joseph Kerharo, « La pharmacopée sénégalaise : note sur quelques traitements médicaux pratiqués par les Sarakolé du Cercle de Bakel », Bulletin et mémoires de la Faculté mixte de médecine et de pharmacie de Dakar, t. XII, 1964, p. 226-229
- Joseph Kerharo et Jacques G. Adam, « Les plantes médicinales, toxiques et magiques des Niominka et des Socé des îles du Saloum (Sénégal) », Acta tropica, suppl. n° 8, 1964, p. 279-334
- Elhadji Mamadou Mbaye, Étude d’une profession de santé : les infirmiers au Sénégal 1889-1968, Université de Dakar, 2002, 114 p. (Mémoire de Maîtrise)
- Khalifa Mbengue, Stratégies de communication en planification familiale : Campagne d'information Sénégal (1988-1989), Université de Montréal, 1993 (MSc.)
- Gora Mboup, Étude des déterminants socio-économiques et culturels de la fécondité au Sénégal à partir de l'enquête sénégalaise sur la fécondité (ESF, 1978) et l'enquête démographique et de santé (EDS, 1986), Université de Montréal, 1993 (thèse)
- Ahmeth Ndiaye, La santé au Sénégal entre médecine curative et médecine préventive : 1895-1945, 2004
- Salif Ndiaye, Enquête démographique et de santé au Sénégal (EDS-III) 1997, Macro International Inc, 1997
- Awa Ndoye, Contribution à l’histoire de la santé. Les pathologies cholériques dans les villes de Dakar et de Gorée au XIXe siècle. Les épidémies de 1869 et 1893, Université de Dakar, 1999, 153 p. (Mémoire de Maîtrise)
- Mbakkar Ndoye, Efficacité des techniques d'estimation de la mortalité : application aux données du Sénégal collectées avant 1980, Université de Montréal, 1984 (M.Sc.)
- Aminata Niang, Évolution de la desserte médicale et du recours aux soins de santé primaires dans le delta et la moyenne vallée du fleuve Sénégal : approche géographique, Université Cheikh Anta Diop, Département de géographie, 1997 (thèse de doctorat de 3e cycle)
- Aminata Niang et Pascal Handschumacher, « La desserte médicale et le recours aux soins de santé primaires dans le delta du fleuve Sénégal. Évolution spatiale et temporelle », in Aménagements hydro-agricoles et santé : vallée du fleuve Sénégal. Actes du Colloque Eau et santé, Dakar, novembre 1994, ORSTOM, Dakar, 1998, p. 237-260
- Adama Aly Pam, Fièvre jaune et ordre colonial au Sénégal, 1816-1958, Université de la Sorbonne, École des Chartes, 2000
- Gilles Pison, Catherine Enel et M. Lefebvre, « De l'accouchement traditionnel à l'accouchement moderne au Sénégal », Cahiers de la Santé, 1993, n° 3, p. 441-446
- Brigitte et Jean-Michel Rousseau, « La Santé au Sénégal : médecins et guérisseurs », Revue de l'infirmière, 2005, n° 112, p. 42-45
- Abdoulaye Sadio, Utilisation et demande de services de santé au Sénégal, 1994
- Bruno Salléras, La politique sanitaire de la France à Dakar de 1900 à 1920, Paris, Université de Paris X, 1980, 168 p. (Mémoire de Maîtrise)
- Bruno Salléras, Les auxiliaires indigènes de la santé au Sénégal au début du XXe siècle : la formation d’une élite coloniale, Paris, EHESS, 1982, 77 p. (Diplôme d’Etudes Approfondies)
- Bruno Salléras, La peste à Dakar en 1914 : Médina ou les enjeux complexes d’une politique sanitaire, Paris, EHESS, 1984, 172 + LXXIII + 30 p. (Thèse de 3e cycle)
- Gérard Salem, La santé dans la ville : géographie d'un petit espace dense : Pikine (Sénégal), Karthala, ORSTOM, 1998
- Zeyni El Abidine Sy, Assainissement, salubrité et santé en milieu urbain : le cas de Saint-Louis du Sénégal, 2005
- Papa M. Sylla, Évolution de l'impact de la stratégie et du fonctionnement d'un programme de lutte contre la lèpre dans la région de Thiès (Sénégal), Université de Montréal, 1990 (M. Sc.)
- Jean Thévenier, Les grandes épidémies au Sénégal de 1877 à 1902 : une politique médicale était-elle applicable ?, Paris, Université de Paris I, 1982, 206 + 9 p. (Mémoire de Maîtrise)
- André Trioullier, La famine au Sénégal (1913-1914), Paris, Université de Paris I, 1972, 151 p. (Mémoire de Maîtrise)

### Filmographie
(ordre chronologique)
- La Médecine traditionnelle, film de Mahama Johnson Traoré, 1982
- La Santé, une aventure peu ordinaire, film de Samba Félix Ndiaye, 1986, 15 min
- La Parole muette de Yacine, film documentaire par Alain Epelboin avec la collaboration de Yoro K. Fall, CNRS Audiovisuel, Meudon, 1987, 15 min (VHS) (document sur un enfant sourd tourné en juin 1986 à Malicka, faubourg de Dakar)
- Folie en société, film de Françoise Thiaville, SIIS Interimage, Arcueil, 1991, 28 min (VHS)
- Choléra au Sénégal - La maladie des mains sales, film de Sarre et Ndiaye, SIIS, Arcueil ; ACCT, Paris, 1996, 26 min (VHS)
- Le Tabac, la drogue légale, court métrage documentaire, 1999 ?, 13 min